# John Newton
John Henry Newton, född 24 juli 1725, död 21 december 1807, var en brittisk sjökapten och slavskeppare. När han blev troende kristen ångrade han sitt förflutna som slavskeppare och blev senare präst inom Engelska kyrkan och sångförfattare.
Han finns representerad i flera psalmböcker, bland annat i den ekumeniska delen av den svenska psalmboken (det vill säga psalm 1-325 i Den svenska psalmboken 1986, Cecilia 1986, Psalmer och Sånger 1987, Segertoner 1988 och Frälsningsarméns sångbok 1990), i Frälsningsarméns egen del av psalmboken (FA) samt Svenska Missionsförbundets sångbok 1920 (SMF 1920).
Som slaverimotståndare fick han uppleva Slave Trade Act 1807, som infördes av Storbritannien strax före hans död.

## Psalm-/Sångtexter
- Amazing Grace, Svenska översättningar:
  - Förunderlig nåd
  - Förundrad jag hör ett glädjens bud
  - Oändlig nåd mig Herren gav (1986 nr 231)
- Herre, se vi väntar alla (1986 nr 52, vers 3) Finns på Wikisource.
- Hur ljuvligt klingar Jesu namn (SMF 1920 nr 104) i översättning av Erik Nyström Finns på Wikisource.
- Jesus, se till din plantering (FA nr 426)